# SNAP-94847
SNAP-94847 es un fármaco utilizado en la investigación científica, que es un antagonista selectivo no peptídico del receptor de la hormona concentradora de melanina MCH1. En estudios con animales se ha demostrado que produce efectos ansiolíticos y antidepresivos, y también reduce el consumo de alimentos, lo que sugiere un posible efecto anorexígeno.